# Vieux-Thann
Vieux-Thann (in tedesco Altthann) è un comune francese di 2 942 abitanti situato nel dipartimento dell'Alto Reno nella regione del Grand Est.

## Società

### Evoluzione demografica
Abitanti censiti